# Thero Setsile
Thero Setsile (ur. 8 października 1995 w Maun) – botswański piłkarz grający na pozycji środkowego pomocnika. Od 2022 jest zawodnikiem klubu Gaborone United.

## Kariera klubowa
Swoją karierę piłkarską Setsile rozpoczął w klubie Ecco City Green. W sezonie 2013/2014 zadebiutował w jego barwach w botswańskiej pierwszej lidze. W 2014 roku przeszedł do Sankoyo Bush Bucks FC, a w 2015 do Jwaneng Galaxy FC. W sezonach 2016/2017, 2017/2018 i 2018/2019 został z nim wicemistrzem kraju. Latem 2019 wypożyczono go na pół roku do południowoafrykańskiego TS Galaxy FC. Następnie wrócił do Jwaneng Galaxy i w sezonie 2019/2020 został z nim mistrzem Botswany. W styczniu 2022 przeszedł do Gaborone United.

## Kariera reprezentacyjna
W reprezentacji Botswany Setsile zadebiutował 25 marca 2017 roku w przegranym 0:2 towarzyskim meczu z Tanzanią, rozegranym w Dar es Salaam.